# Diapocynine
La diapocynine est un composé aromatique de formule brute C18H18O6. C'est le dimère de l'apocynine.

## Synthèse
La diapocynine est synthétisée par l'activation de l'apocynine avec le sulfate de fer(II) et le persulfate de sodium. De façon similaire à l'apocynine, il a été montré qu'elle pouvait avoir certains effets bénéfiques contre le  stress oxydant en réduisant les dérivés réactifs de l'oxygène,.